# Daniël François Scheurleer

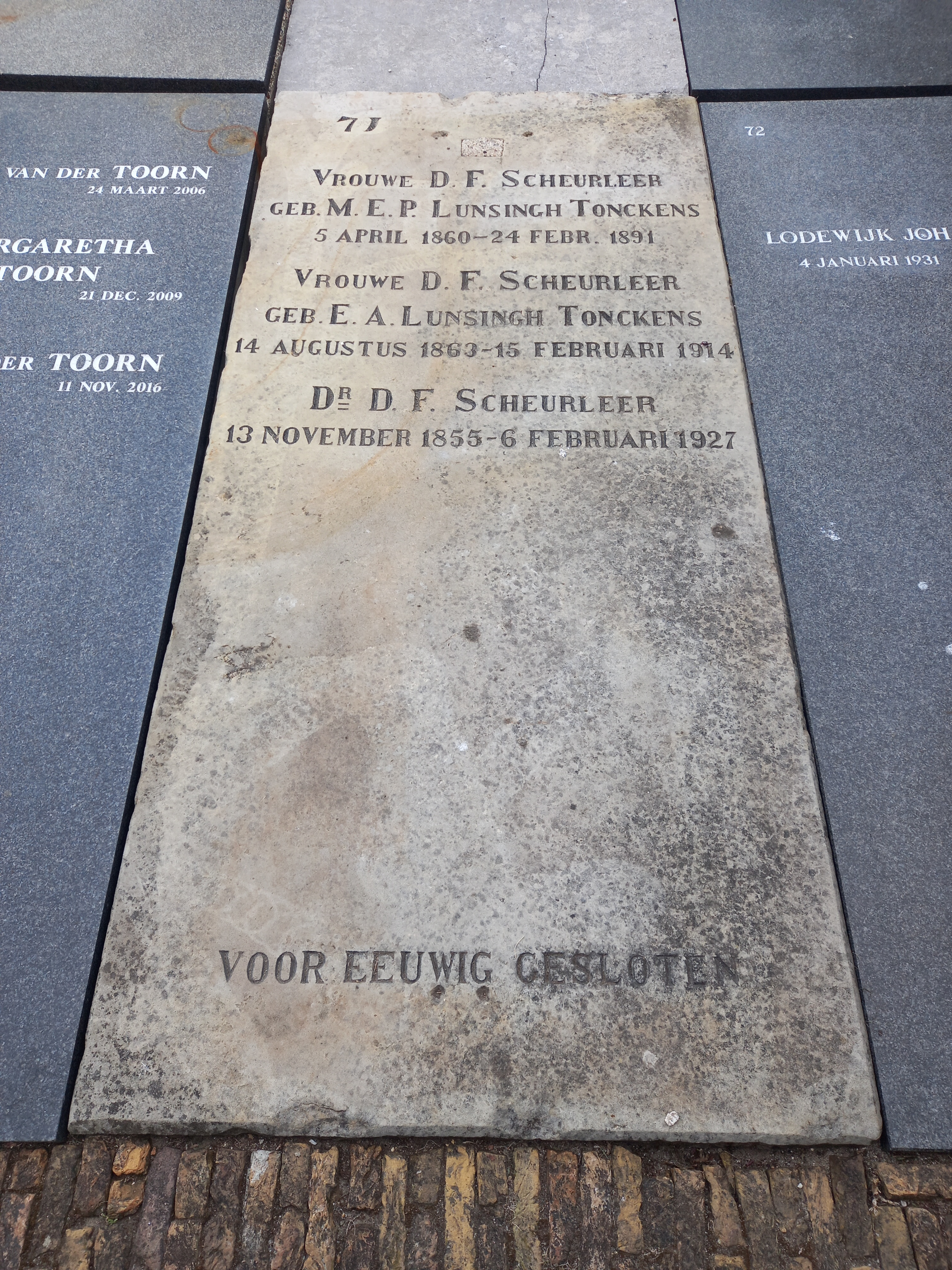
Het graf van Daniël François Scheurleer en zijn echtgenoten Maria Elzina Petronella Lunsingh Tonckens und Etta Arnolda Lunsingh-Tonckens op begraafplaats Ter Navolging (Scheveningen)

Daniël François Scheurleer (Den Haag, 13 november 1855 - Den Haag, 6 februari 1927) was een Nederlands bankier, ondernemer en muziekhistoricus.

## Familie
Scheurleer was lid van het Nederland's Patriciaatsgeslacht Scheurleer en zoon van de bankier Willem Jacobus Gerhard Scheurleer (1825-1882), lid van de Provinciale Staten van Zuid-Holland 1877-† en honorair consul van Mexico, en Martina Susanna Constantia Heldewier (1830-1902).
Hij huwde in 1880 Maria Elzina Petronella Lunsingh Tonckens (1860-1891) en in 1892 met haar zuster Etta Arnolda Lunsingh Tonckens (1862-1914).
Uit beide huwelijken kwam één kind voort:
- uit het eerste huwelijk: prof. dr. Constant Willem Lunsingh Scheurleer (1881-1941). Zijn zoon en diens nakomelingen dragen de naam Lunsingh Scheurleer.
- uit het tweede huwelijk: Helena Aletta Scheurleer (1893-1924), die rond 1915 even bekend werd als sopraan met optredens in Diligentia in Den Haag en Nutzaal te Rotterdam; ze musiceerde daar met harpiste Rosa Spier. Ze werd als baby geportretteerd door Willy Martens

## Biografie
Scheurleer studeerde aan de Handels-Lehranstalt te Dresden van 1872 tot 1874. Hij was lid van de firma Scheurleer & Zoonen en in die laatste hoedanigheid onder andere de bankier van Louis Couperus. In 1891 nam hij het initiatief tot het aanleggen van de wijk Duinoord in Den Haag. Aan het eind van de 19e eeuw stichtte hij ook het landgoed Darthuizerberg tussen Doorn en Leersum. Scheurleer was medeoprichter en voorzitter van de Bond voor de Geld- en Effectenhandel in de Provincie in 1903; voorzitter en medeoprichter van de Vereeniging voor den Haagschen Geld- en Effectenhandel; medeoprichter van De Haagsche Effectensociëteit (1905); voorzitter van de Haagsche Bankiersvereeniging (1917) en lid van de Raad van Commissarissen van de Nederlandsche Bank voor Zuid-Afrika (1918-1927). Hij was in 1901 medeoprichter van de Vereeniging Het Nederlandsche Zeewezen.
Hij werd begraven op de Scheveningse begraafplaats Ter Navolging. Zijn graf met steennummer 71 bevindt zich binnen de bemuring van de begraafplaats.

## Muziek
Hij bekleedde een aantal functies in de muziek. Zo was hij tussen 1896 en 1927 voorzitter van de Vereeniging voor (Noord-)Nederlandsche Muziekgeschiedenis. Daarnaast was hij oprichter van de Société Union Musiologique in 1921. Het was (ere-)lid van de Maatschappij tot Bevordering der Toonkunst. Hij publiceerde onder meer studies over Nederlandse liedboeken en het muziekleven in Nederland in de tweede helft der 18e eeuw. Enkele te noemen geschriften zijn Twee titanen der 19e eeuw: Hector Berlioz en Antoine Wiertz (1878), Mozart’s verblijf in Nederland, en het muziekleven aldaar in de laatste helft der 18e eeuw (1883) en De souterliedekens; bijdrage tot de geschiedenis der oudste Nederlandsche Psalmberijming (1898; tevens naar Duits vertaald). Hij schreef over muziek voor De Banier, Caecilia en Spectator.
Scheurleer legde een grote verzameling aan van muzikaal bronnenmateriaal en van ca. 1100 historische (westerse en niet-westerse) muziekinstrumenten. Zijn verzameling stelde hij tentoon in zijn Muziekhistorisch Museum Scheurleer (1905-1935) naast zijn woning aan de Carnegielaan 16, op de hoek van de Laan van Meerdervoort in Den Haag. Hier hield hij ook zondagmiddagrecepties en concerten.
Het museum werd na zijn dood voortgezet, maar leidde door geldgebrek een kwijnend bestaan. De verzameling is in 1935 aangekocht door de gemeente Den Haag en ondergebracht in het Gemeentemuseum Den Haag, met zijn voormalige assistent Dirk J. Balfoort als conservator. De bibliotheek (ca. 13.000 titels) maakt tegenwoordig deel uit van de collectie van het Nederlands Muziek Instituut. Bronnenmateriaal over het Nederlands lied bevindt zich in de Koninklijke Bibliotheek.

## Eerbewijzen
- Voor zijn muziekhistorisch onderzoek werd hem in 1910 een eredoctoraat verleend door de Rijksuniversiteit Leiden.
- Hij was Ridder in de Orde van de Nederlandse Leeuw en Officier in de Orde van Oranje-Nassau.